# Kútniky
Kútniky (in ungherese Hegyéte) è un comune della Slovacchia facente parte del distretto di Dunajská Streda, nella regione di Trnava.